# Facultad de Ciencias Agronómicas de la Universidad de Chile
La Facultad de Ciencias Agronómicas de la Universidad de Chile se incorpora como tal el 12 de abril de 1928. Anteriormente, la facultad existía como instituto.

## Presentación
La Facultad de Ciencias Agronómicas de la Universidad de Chile es a su vez historia y futuro, gracias a una concepción moderna de la enseñanza y la investigación en el ámbito de las Ciencias de los Recursos Naturales y de la Agronomía. En este centro académico, los estudiantes pueden conjugar las competencias que requiere el mundo moderno con sus intereses personales, pudiendo acceder a diversos niveles de enseñanza en el espectro más amplio de la Agronomía y los Recursos Naturales en el país. Esto les permite obtener desde un título profesional hasta el grado de Doctor, así como continuar, actualizar o reorientar su preparación, de modo de responder a las demandas que el medio y sus propios deseos determinen.

## Historia
A principios del siglo XIX el Gobierno de Chile, por recomendación del científico francés Claudio Gay, adquiere el predio La Merced para destinarlo a la enseñanza experimental de la agricultura, el que tomó el nombre de Quinta Normal de Agricultura. En 1876 se crea el Instituto Agrícola de Chile que, en 1915, pasa a llamarse Instituto Agronómico. El Instituto estaba situado en el edificio de la Quinta Normal construido a propósito de la Exposición Internacional de Chile, realizada en 1875. En 1876, este edificio debe ser compartido con el Museo Nacional de Historia Natural. Esta institución constituye, en diciembre de 1927, la Facultad de Agronomía y Veterinaria, la cual se incorpora a la Universidad de Chile el 12 de abril de 1928. En 1938, la Facultad se separa dando paso de esta forma a las Facultades de Agronomía y de Medicina Veterinaria de esta Universidad. En su larga trayectoria la Facultad, que hoy día recibe el nombre de Ciencias Agronómicas, ha realizado docencia de pregrado, de postgrado e investigación, para dar respuesta a las necesidades del país y de la región.
En 1997, por la relevancia del tema, da origen a la carrera de Ingeniería de Recursos Naturales Renovables. En 1968 se da inicio a la formación del primer Magíster del país, dentro del Programa Permanente de graduados que contaba con el patrocinio del Instituto Interamericano de Ciencias Agrícolas. Hoy en día, la Facultad cuenta con un Magíster en Ciencias Agropecuarias con cuatro menciones y comparte dos programas de Magíster, en Ciencias Ambientales y en Acuicultura con otras Facultades de la Universidad, así como también diversos programas de postítulo. El año 2001 se crean los programas de doctorado en Ciencias Silvoagropecuarias y el de Nutrición y Alimentos con las unidades que forman el Campus Sur.

## Misión
La Facultad de Ciencias Agronómicas tiene como misión fundamental contribuir al desarrollo del país en el área de las Ciencias Agrícolas, bajo el concepto de desarrollo sustentable y de protección del medio ambiente. Esta respuesta se concreta en la formación de recursos humanos, en la investigación científica y tecnológica y en la diseminación del conocimiento. La calidad y la excelencia de sus actividades constituyen el sustrato permanente de sus proyectos educacionales y de investigación.
La formación de recursos humanos se logra con la función docente. Se busca formar profesionales y científicos, cultos, de excelencia, competentes, con sentido crítico y ético, con responsabilidad social, capaces de dar respuesta a los desafíos actuales y futuros del país.
En Investigación y Extensión se ha impuesto la tarea de generar y transferir conocimientos y tecnologías, relativos a la conservación, manejo y utilización de los recursos naturales renovables; asimismo, participar activamente en los correspondientes procesos productivos, de conservación de alimentos y de generación de otras materias primas de uso industrial, así como, proteger las funciones sociales y ambientales relacionadas con el resguardo del entorno natural y la calidad de vida de las comunidades involucradas.
La vinculación de la Facultad de Ciencias Agronómicas con las instituciones gubernamentales y las empresas privadas relacionadas, es de suma importancia para la comprensión de los problemas y procesos que afectan al sector agropecuario. Consecuentemente a esta vinculación, la Facultad posee las competencias necesarias para el estudio y elaboración de las propuestas que respondan a las demandas de mejoramiento en la productividad, calidad y sustentabilidad que demanda el sector agropecuario.